# Christo Bezuidenhout
Christo Johannes Bezuidenhout (Tenerife, 14 maggio 1970) è un ex rugbista a 15 sudafricano, già pilone dei Bulls in Super Rugby.

## Biografia
Nato nelle Canarie (Spagna), dove suo padre lavorava come ingegnere delle telecomunicazioni, Bezuidenhout debuttò nel rugby nazionale in Currie Cup nel 1994, per poi sparire dalla circolazione per qualche anno, ufficialmente per dedicarsi al lavoro agricolo nella fattoria di famiglia; ricomparve nel 1999 ingaggiato dai Bulls a livello professionistico e i Pumas in Currie Cup.
Esordì negli Springbok a 33 anni contro la Nuova Zelanda nel corso del Tri Nations 2003; pochi mesi più tardi, con appena 40 minuti scarsi di rugby internazionale, prese parte alla Coppa del Mondo di rugby 2003 in Australia con solo 3 presenze, che furono le sue ultime internazionali.
Nel 2004 si trasferì in Inghilterra al Gloucester per una stagione, al termine della quale si ritirò dall'attività.